# Liechtensteiner Fussballverband
Liechtensteiner Fussballverband – ogólnokrajowy związek sportowy w Liechtensteinie, reprezentujący ten kraj w ramach FIFA i UEFA oraz organizujący rozgrywki piłki nożnej w tym kraju. Prezesem jest Reinhard Walser, który pełni tę funkcję od 2003 roku.
Związek powstał w 1934 roku, a w 1974 został przyjęty zarówno do FIFA, jak i UEFA.
Związek jest organizatorem rozgrywek o puchar Liechtensteinu w piłce nożnej, a także piłkarskiej reprezentacji tego kraju. W Liechtensteinie nie są rozgrywane zawody ligowe, a tamtejsze
drużyny uczestniczą w rozgrywkach ligowych w Szwajcarii.

## Informacje ogólne
- Adres: Landstrasse 149 P.O. Box 165 Vaduz 9490
- Liczba klubów: 7
- Liczba sędziów: 34
- Liczba zarejestrowanych piłkarzy: ok. 1200
- Stadion narodowy: Rheinpark Stadion w Vaduz